# Omplim Brussel·les
«Omplim Brussel·les» fou una iniciativa ciutadana promoguda a les xarxes socials per l'Assemblea Nacional Catalana i Òmnium Cultural, consistent en una manifestació el 7 de desembre de 2017 a les 11 del matí a Brussel·les per reclamar l'alliberament dels presos polítics catalans que havien defensat la creació de la República Catalana. El lema de la manifestació, inicialment previst com a «Europa, desperta’t; ajuda Catalunya», finalment va aparèixer en la pancarta de capçalera i en el faristol dels parlaments com a «Europa, desperta’t! Democràcia per a Catalunya». La policia belga informà que la manifestació concentrà unes 45.000 persones.
Just després de la manifestació «Llibertat presos polítics. Som República», que va omplir el carrer Marina de Barcelona, les entitats sobiranistes ANC i Òmnium Cultural van comunicar per xarxes socials la seva voluntat de fer una nova convocatòria, aquesta vegada a Brussel·les, que va recollir més de 90.000 suports en menys d'una setmana, amb l'objectiu de donar suport al govern legítim de la Generalitat de Catalunya i rebutjar l'aplicació de l'Article 155 de la Constitució Espanyola. Tant Carles Puigdemont com Oriol Junqueres van recolzar l'acte mitjançant missatges de suport a les xarxes socials. S'escollí aquesta data per prioritzar la presència d'eurodiputats a Brussel·les. A final de novembre es va informar que la major part d'hotels de tota la regió de Brussel·les estaven ocupats, unes 18.000 places.
La policia municipal de la capital belga va estimar en 45.000 els assistents a la manifestació i la policia federal en comptava 60.000.
La manifestació estava prevista que comencés a les 11 del matí al parc del Cinquantenari, al costat de l'avinguda de Tervuren (Estació Merode), tot i que finalment, la gran afluència de gent obligà els organitzadors a canviar el recorregut, ja que l'entrada inicial del parc del Cinquentenari no era prou gran per encabir els manifestants, de manera que es va canviar l'inici de la manifestació a l'altra banda del parc, que té una entrada més ampla. Va acabar a la plaça de Schumann, davant la seu de la Comissió Europea i el Consell de la Unió Europea. La marxa es va cloure amb un acte polític en què van participar personalitats internacionals i els representants de les entitats sobiranistes.